# 藤田大助 (政治家)
藤田 大助（ふじた だいすけ、1976年（昭和51年）9月26日 - ）は、日本の政治家。元衆議院議員（1期）。父は三重県議会議員で議長もつとめた藤田正美。祖父・父とも自由民主党所属の三重県議会議員を務めていた。

## 経歴
三重県立伊勢高等学校、法政大学経営学部卒業。不動産会社経営を経て、2009年（平成21年）8月の第45回衆議院議員総選挙にて三重5区から民主党公認で出馬。なお、大助の公認内定に先立ち、2008年（平成20年）7月15日に父の正美は自民党を離党した。大助は小選挙区では自民党の三ツ矢憲生に敗れたものの、比例復活で当選した。
2009年（平成21年）に民主党では世襲政治家の問題点から内規で立候補規制を設けた。藤田は祖父と父が地元の県会議員を務めた大物地方政治家だが都道府県議員を親に持つ候補は対象外のため、藤田は民主党候補として立候補することができた。中日新聞は藤田を「隠れ世襲」と指摘している。
2012年（平成24年）12月の第46回衆議院議員総選挙にて三重5区から民主党公認で出馬したが、再び三ツ矢に敗れ、比例復活もならず議席を失った。
2014年（平成24年）12月の第47回衆議院議員総選挙も落選。2017年の第48回衆議院議員総選挙に三重4区から希望の党公認で出馬するも、落選。

## 政策
- 選択的夫婦別姓制度導入にどちらかといえば反対[3]。